# Kazimierz Janiszewski
Kazimierz Janiszewski, ps. „Nutek” (ur. 3 grudnia 1926 w Sieczce, zm. 12 października 2012) – polski funkcjonariusz aparatu bezpieczeństwa i wywiadu cywilnego PRL, podpułkownik SB, urzędnik konsularny.

## Życiorys
Syn Wincentego i Franciszki. Do służby w organach Ministerstwa Bezpieczeństwa Publicznego został skierowany przez Komitet Wojewódzki PPR w Łodzi, w której pełnił szereg funkcji, m.in. słuchacza II wojewódzkiego kursu specjalnego przy WUBP w Szczecinie (1946), był funkcjonariuszem w PUBP w Gryfinie (1946–1947), słuchaczem kursu śledczego w Centrum Wyszkolenia MBP w Legionowie (1947), funkcjonariuszem PUBP w Gryfinie (1947), PUBP w Łobzie (1947–1948), i PUBP w Gryfinie (1948–1950), funkcjonariuszem Departamentu VII MBP (1950–1955), funkcjonariuszem Departamentu I KdsBP (1955–1956), słuchaczem kursu operacyjnego przy Szkole Departamentu I KdsBP (1956), w ramach Jednostki Wojskowej „2000” Zarządu II Sztabu Generalnego Wojska Polskiego kier. grupy skierowanej do Międzynarodowej Komisji Nadzoru i Kontroli w Kambodży (1956–1957), funkcjonariuszem Departamentu I MSW (1956–1960), słuchaczem Szkoły Departamentu I MSW (1960–1961), funkcjonariuszem Departamentu I MSW (1961–1964), funkcjonariuszem rezydentury w Kolonii pod przykryciem pracownika Działu Administracyjno-Gospodarczego w Polskim Przedstawicielstwie Handlowym w Kolonii (1964–1967), funkcjonariuszem Departamentu I MSW (1967–1977), funkcjonariuszem rezydentury w Berlinie pod przykryciem konsula w Konsulacie Generalnym PRL w Lipsku (1977–1980).